# ディリクレベータ関数

ディリクレのベータ関数

ディリクレベータ関数（ディリクレベータかんすう、英: Dirichlet beta function）とは、数学におけるリーマンゼータ関数と密接な関係がある特殊関数である。名称はドイツの数学者であるペーター・グスタフ・ディリクレにちなむ。

## 定義
ディリクレベータ関数は、複素数 s と正の整数 n に対して、
{\displaystyle \beta (s)=\sum _{n=0}^{\infty }{\frac {(-1)^{n}}{(2n+1)^{s}}}=1-{\frac {1}{3^{s}}}+{\frac {1}{5^{s}}}-{\frac {1}{7^{s}}}+\cdots }
で定義される関数 β である。上記の級数は s の実部が 0 より大きい場合、すなわち Re s > 0 の場合にのみ収束するが、解析接続による操作を施すことによりすべての複素数で有効な値をもつ正則な有理型関数となる。ガンマ関数 Γ を用いれば、
{\displaystyle \beta (s)={\frac {1}{\varGamma (s)}}\int _{0}^{\infty }{\frac {e^{-x}\,x^{s-1}}{1+e^{-2x}}}\,{\rm {d}}x}
と、リーマンゼータ関数と類似した積分表示ができる。

## 性質

### 乗積表示
リーマンゼータ関数の乗積表示であるオイラー積が示唆するように、リーマンゼータ関数の重要な性質のひとつは素数との関わりが深いことである。同じように、ディリクレベータ関数にも、素数全体を動く変数 p を用いた
{\displaystyle \beta (s)=\prod _{p\equiv 1{\bmod {4}}}{\frac {1}{1-p^{-s}}}\prod _{p\equiv 3{\bmod {4}}}{\frac {1}{1+p^{-s}}}}
という乗積表示が存在する。

### 解析接続
ディリクレベータ関数は、任意の複素数 s に対して次のような関数方程式が存在する。
{\displaystyle \beta (1-s)={\biggl (}{\frac {2}{\pi }}{\biggr )}^{\!s}\sin {\frac {\pi s}{2}}\,\varGamma (s)\,\beta (s)}
ただし、ここで Γ はガンマ関数である。これによって、ディリクレベータ関数は複素数全体に解析接続されたこととなり、すべての複素数においての議論ができる。

## 特殊値
ディリクレベータ関数に整数を代入したものをディリクレベータ関数の特殊値という。級数による定義において、たとえば s = 1 を代入すると、
{\displaystyle \beta (1)=\sum _{n=0}^{\infty }{\frac {(-1)^{n}}{2n+1}}=1-{\frac {1}{3}}+{\frac {1}{5}}-{\frac {1}{7}}+\cdots ={\frac {\pi }{4}}}
のように値が求まり、これはよく知られたライプニッツの公式と一致する。さらに、この他にも値を代入すれば、
{\displaystyle \beta (0)={\frac {1}{2}}}
{\displaystyle \beta (1)={\frac {\pi }{4}}=0.78539\,81633\,97448\ldots }
{\displaystyle \beta (2)=G=0.91596\,55941\,77219\ldots }
{\displaystyle \beta (3)={\frac {\pi ^{3}}{32}}=0.96894\,61462\,59369\ldots }
{\displaystyle \beta (4)={\frac {1}{768}}{\biggl [}\psi ^{(3)}\!{\biggl (}{\frac {1}{4}}{\biggr )}-8\pi ^{4}{\biggr ]}=0.98894\,45517\,41105\ldots }
{\displaystyle \beta (5)={\frac {5\pi ^{5}}{1536}}=0.99615\,78280\,77088\ldots }
{\displaystyle \beta (7)={\frac {61\pi ^{7}}{184320}}=0.99955\,45078\,90539\ldots }
のように求まる。ただし、ここで G はカタランの定数、ψ(n) はポリガンマ関数である。リーマンゼータ関数において、偶数に対する特殊値はレオンハルト・オイラーがバーゼル問題を解決するとともに一般化したが、奇数に対する値はよく知られていない。一方、ディリクレベータ関数は、奇数 2n + 1 に対して、
{\displaystyle \beta (2n+1)={\frac {(-1)^{n}\,E_{2n}\,\pi ^{2n+1}}{4^{n+1}\,(2n)!}}}
が成り立つこと分かっている。ただし、ここで En は n 番目のオイラー数である。